# Berényi József (politikus)
Berényi József (Apácaszakállas, ma Ekecs, 1967. június 6. –) szlovákiai magyar politikus, 2010-től 2016-ig a Magyar Koalíció Pártja (MKP) elnöke.

## Pályafutása
Pozsonyban érettségizett 1985-ben. 1990–1992 között Szlovák Nemzeti Tanácsban a Nyilvánosság az Erőszak Ellen–Független Magyar Kezdeményezés koalíció (VPN-FMK) képviselője volt. 1991-ben a Comenius Egyetemen magyar-történelem szakos diplomát szerzett. Ezután egy galántai magángimnáziumban lett tanár, 1992–1993 között a Nyitrai Egyetemen tanársegéd. 1993–1994 között Budapesten tanult: a Közép-európai Egyetemen (CEU) kapott politológusi diplomát. 1995-ben egy évig a New York-i New School for Social Research tudományos munkatársa volt. 1995–1998 között a Magyar Polgári Párt titkára, 1998-ban rövid ideig a Csemadok Országos Választmányának főtitkára is. 1998-tól az MKP Országos Elnökségének tagja. 1999-től az Építésügyi Minisztérium tanácsadójaként tevékenykedett, majd a Kormányhivatalban dolgozott mint a régiófejlesztési főosztály vezetője.
2002-től szlovákiai parlamenti képviselő, de mandátumát nem gyakorolta, ugyanis 2002 és 2006 között a Dzurinda-kormány külügyi államtitkára volt. 2006-tól azonban már tényleg képviselő, a szlovák parlament emberi jogi bizottságának elnöke. 2007-től az MKP általános alelnöke.
Miután az MKP kiesett a parlamentből, 2010 júliusában pártja elnöke lett Csáky Pál után. A másik elnökjelölt, Kvarda József a dunaszerdahelyi rendkívüli pártkongresszuson még a választás előtt visszalépett. 2011 áprilisában a nagymegyeri pártkongresszuson immár ellenjelölt nélkül, nagy többséggel választották újra pártelnöknek. 2012 decemberében a Magyar Közösség Pártjának kongresszusán megerősítették elnöki tisztségében. A 2016-os szlovákiai parlamenti választáson elért eredmény miatt lemondott elnöki posztjáról.

## Művei
- Nyelvországlás. A szlovákiai nyelvtörvény történelmi és társadalmi okai; Fórum Alapítvány, Pozsony,1994 (Fórum Akadémia füzetei)
- Hungarians in Europe – 75 years of Trianon. June 4. 1920 – June 4. 1995; szerk. Berényi József, Kota György, Szórád Gábor; s.n., New Brunswick, 1995

## Egyebek
Alsószeliben él. Nős, két gyermek édesapja.